# Плумас Јурика (Калифорнија)
Пламас Јурика (енгл. Plumas Eureka) насељено је место без административног статуса у америчкој савезној држави Калифорнија.

## Демографија
По попису из 2010. године број становника је 339, што је 19 (5,9%) становника више него 2000. године.
| Група             | 2000.       | 2010.       |
| Белци             | 313 (97,8%) | 312 (92,0%) |
| Афроамериканци    | 0 (0,0%)    | 0 (0,0%)    |
| Азијати           | 1 (0,3%)    | 3 (0,9%)    |
| Хиспаноамериканци | 4 (1,3%)    | 17 (5,0%)   |
| Укупно            | 320         | 339         |